# Sant Esteve de Montcorbau
Sant Esteve de Montcorbau és una església del poble de Montcorbau al municipi de Vielha e Mijaran (Vall d'Aran) inclosa a l'Inventari del Patrimoni Arquitectònic de Catalunya.

## Descripció
És una església d'una sola nau amb volta de canó lleugerament apuntada i reforçada amb arcs torals; resten pocs elements dels seus orígens romànics. L'absis és poligonal d'estil gòtic (s.XV) i el campanar, adossat a la capçalera, correspon al segle xvii, al igual que les capelles laterals de les nau. La porta d'entrada, ubicada al mur de migdia, és d'estil neoclàssic i presenta els símbols de Sant Pere a la llinda de la porta i per sobre d'aquesta hi ha encastada una làpida on se cita l'any de la remodelació (a.1702); l'accés a l'església és porxada. La part del presbiteri i de l'absis presenta esquerdes importants (que en els edificis del voltant es reprodueixen, la qual cosa fa pensar en sacsejades de terra). A la part de l'arc del presbiteri s'observa l'enderroc del mur de la que deuria ser la nau romànica original.
A l'interior de l'església hi ha una pica baptismal que conserva els seus tres components (vas tenant i base) en molt bon estat. El vas conté com a decoració una tija de motiu vegetal que volta tot el perímetre flanquejat entre dues franjes horitzontals. La columna de suport,constituït per un peu cilíndric, és decorat amb un seguit de figures rectangulars i verticals, amb altres elements geomèrics i una línia en ziga-zaga a la part superior. La base és formada per dues motllures circulars força gruixudes. És una de les piques baptismals de més bella factura de la Val d'Aran.